# Afganisztán az 1972. évi nyári olimpiai játékokon
Afganisztán az NSZK-beli Münchenben megrendezett 1972. évi nyári olimpiai játékok egyik részt vevő nemzete volt. Az országot az olimpián 1 sportágban 8 sportoló képviselte, akik érmet nem szereztek.

## Birkózás
Kötöttfogású
| Versenyző         | Versenyszám | 1. forduló                           | 2. forduló                          | 3. forduló                            | 4. forduló        | 5. forduló        | 6. forduló        | 7. forduló        | Döntő             | Helyezés    |
| Versenyző         | Versenyszám | Ellenfél Eredmény                    | Ellenfél Eredmény                   | Ellenfél Eredmény                     | Ellenfél Eredmény | Ellenfél Eredmény | Ellenfél Eredmény | Ellenfél Eredmény | Ellenfél Eredmény | Helyezés    |
| ----------------- | ----------- | ------------------------------------ | ----------------------------------- | ------------------------------------- | ----------------- | ----------------- | ----------------- | ----------------- | ----------------- | ----------- |
| Alam Mir          | 57 kg       | Rusztam Kazakov (URS) · 3.5-0.5      | Karlo Čović (YUG) · kétvállas       | kiesett                               | kiesett           | kiesett           | kiesett           | kiesett           | kiesett           | helyezetlen |
| Mohammad Ebrahimi | 62 kg       | Sztéliosz Mijákisz (GRE) · kétvállas | visszalépett                        | kiesett                               | kiesett           | kiesett           | kiesett           |                   | kiesett           | helyezetlen |
| Djan-Aka Djan     | 68 kg       | Tage Juhl Weirum (DEN) · 3-1         | Alberto Bremauntz (MEX) · kétvállas | Manfred Schöndorfer (FRG) · kétvállas | kiesett           | kiesett           | kiesett           |                   | kiesett           | helyezetlen |

Szabadfogású
| Versenyző          | Versenyszám | 1. forduló                      | 2. forduló                       | 3. forduló                       | 4. forduló        | 5. forduló        | 6. forduló        | 7. forduló        | Döntő             | Helyezés    |
| Versenyző          | Versenyszám | Ellenfél Eredmény               | Ellenfél Eredmény                | Ellenfél Eredmény                | Ellenfél Eredmény | Ellenfél Eredmény | Ellenfél Eredmény | Ellenfél Eredmény | Ellenfél Eredmény | Helyezés    |
| ------------------ | ----------- | ------------------------------- | -------------------------------- | -------------------------------- | ----------------- | ----------------- | ----------------- | ----------------- | ----------------- | ----------- |
| Mohammad Arref     | 52 kg       | Arszen Alahvergyiev (URS) · 3-1 | Kató Kijomi (JPN) · kétvállas    | kiesett                          | kiesett           | kiesett           | kiesett           |                   | kiesett           | helyezetlen |
| Ghulam Sideer      | 57 kg       | Risto Darlev (YUG) · kétvállas  | Jorge Ramos (CUB) · 3-1          | Prem Nath (IND) · kétvállas      | kiesett           | kiesett           | kiesett           | kiesett           | kiesett           | helyezetlen |
| Ahmad Djan         | 62 kg       | Abe Kijosi (JPN) · 3.5-0.5      | Jakob Tanner (SUI) · 1-3         | Gerhard Weisenberger (FRG) · 3-1 | kiesett           | kiesett           | kiesett           |                   | kiesett           | helyezetlen |
| Shakar Khan Shakar | 74 kg       | Jan Karlsson (SWE) · kétvállas  | Muhammad Yaghoub (PAK) · 2-2     | kiesett                          | kiesett           | kiesett           | kiesett           |                   | kiesett           | helyezetlen |
| Ghulam Dastagir    | 82 kg       | Kurt Elmgren (SWE) · kétvállas  | Jan Wypiorczyk (POL) · kétvállas | kiesett                          | kiesett           | kiesett           | kiesett           |                   | kiesett           | helyezetlen |